# Esclavelles
Esclavelles est une commune française située dans le département de la Seine-Maritime en région Normandie.

## Géographie

### Localisation

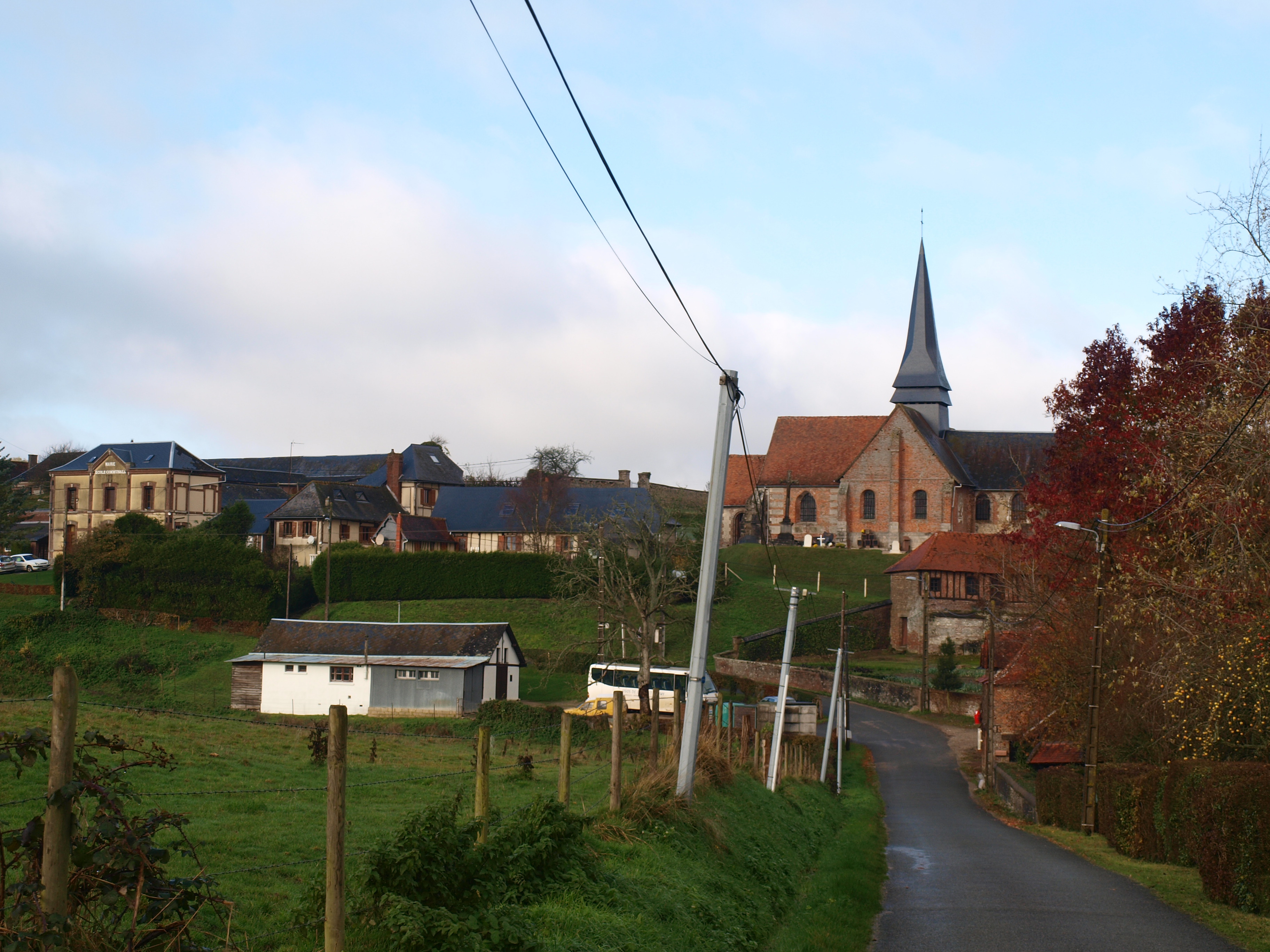
Le village : à droite l'église et à gauche la mairie.

La commune est un village rural situé au carrefour de l'ancienne RN 28 et du tracé initial de la RN 15 (actuelles RD 928 et RD 915), et jouxtant la forêt d'Eawy.
Le village se trouve à 33 km au sud-est de Dieppe, à 38 km au nord-est de Rouen et à 60 km au nord-ouest de Beauvais.
Elle dispose d'un accès à l'autoroute A28.

### Communes limitrophes
| Bully       |             | Quièvrecourt       |
| Maucomble   | Esclavelles | Neuville-Ferrières |
| Bosc-Mesnil | Massy       |                    |

### Hydrographie
La commune est située dans le bassin Seine-Normandie. Elle est drainée par le Philbert, la Marie-Cloche, le Radegeule, le Sorengs et le ruisseau de Massy,,.

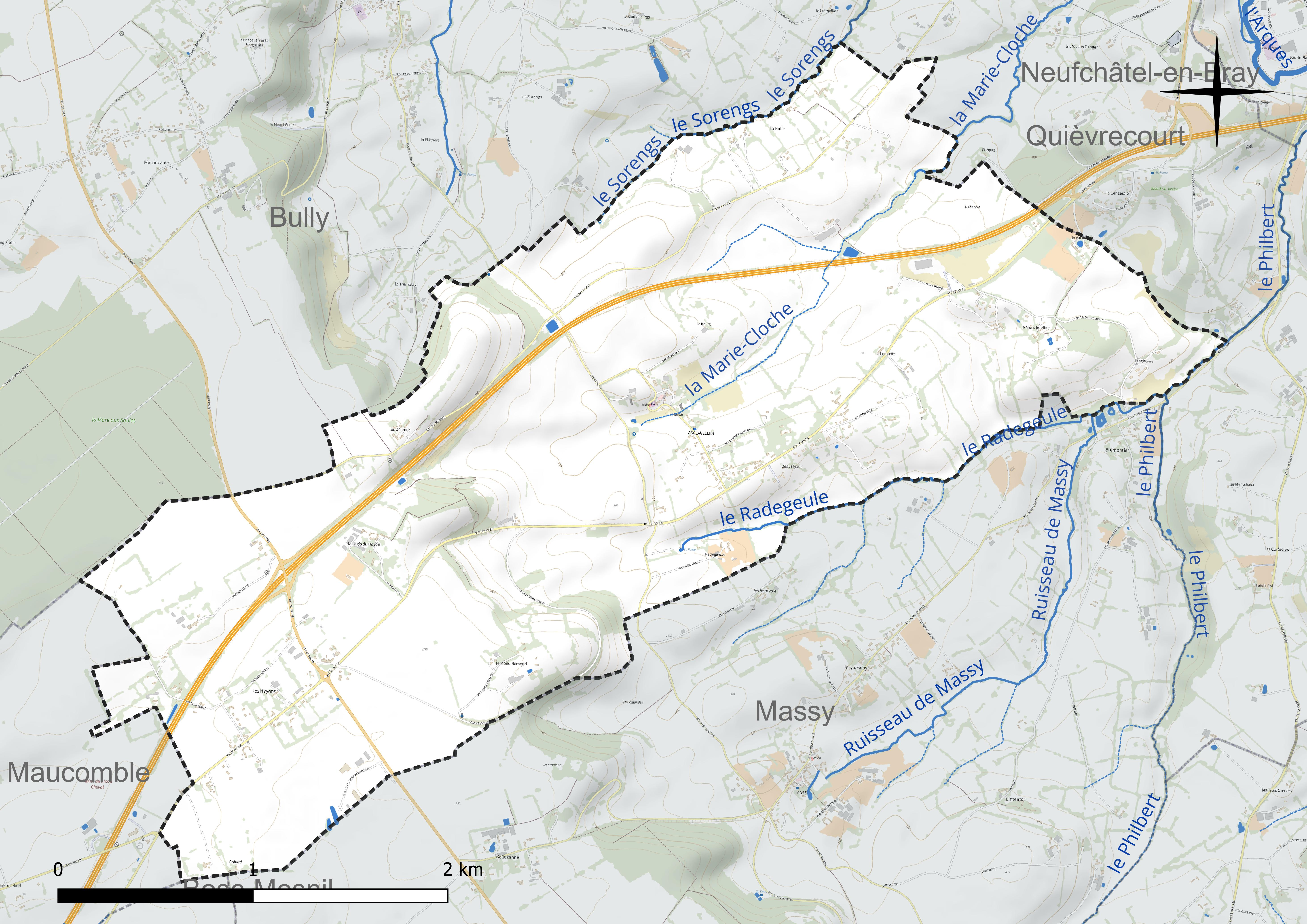
Réseau hydrographique d'Esclavelles.

### Climat
Pour des articles plus généraux, voir Climat de la Normandie et Climat de la Seine-Maritime.
En 2010, le climat de la commune est de type climat océanique altéré, selon une étude du CNRS s'appuyant sur une série de données couvrant la période 1971-2000. En 2020, Météo-France publie une typologie des climats de la France métropolitaine dans laquelle la commune est exposée à un climat océanique et est dans la région climatique Côtes de la Manche orientale, caractérisée par un faible ensoleillement (1 550 h/an) ; forte humidité de l’air (plus de 20 h/jour avec humidité relative > 80 % en hiver), vents forts fréquents. Parallèlement le GIEC normand, un groupe régional d’experts sur le climat, différencie quant à lui, dans une étude de 2020, trois grands types de climats pour la région Normandie, nuancés à une échelle plus fine par les facteurs géographiques locaux. La commune est, selon ce zonage, exposée à un « climat contrasté des collines », correspondant au Pays de Bray, bien arrosé et frais.
Pour la période 1971-2000, la température annuelle moyenne est de 10 °C, avec une amplitude thermique annuelle de 13,6 °C. Le cumul annuel moyen de précipitations est de 875 mm, avec 13,8 jours de précipitations en janvier et 8,6 jours en juillet. Pour la période 1991-2020, la température moyenne annuelle observée sur la station météorologique la plus proche, située sur la commune de Bouelles à 8 km à vol d'oiseau, est de 10,7 °C et le cumul annuel moyen de précipitations est de 838,4 mm,. Pour l'avenir, les paramètres climatiques de la commune estimés pour 2050 selon différents scénarios d’émission de gaz à effet de serre sont consultables sur un site dédié publié par Météo-France en novembre 2022.

## Urbanisme

### Typologie
Au 1er janvier 2024, Esclavelles est catégorisée commune rurale à habitat très dispersé, selon la nouvelle grille communale de densité à sept niveaux définie par l'Insee en 2022.
Elle est située hors unité urbaine. Par ailleurs la commune fait partie de l'aire d'attraction de Rouen, dont elle est une commune de la couronne,. Cette aire, qui regroupe 317 communes, est catégorisée dans les aires de 200 000 à moins de 700 000 habitants,.

### Occupation des sols
L'occupation des sols de la commune, telle qu'elle ressort de la base de données européenne d’occupation biophysique des sols Corine Land Cover (CLC), est marquée par l'importance des territoires agricoles (98,9 % en 2018), une proportion identique à celle de 1990 (98,9 %). La répartition détaillée en 2018 est la suivante : 
prairies (59,3 %), terres arables (39,7 %), forêts (1,1 %). L'évolution de l’occupation des sols de la commune et de ses infrastructures peut être observée sur les différentes représentations cartographiques du territoire : la carte de Cassini (XVIIIe siècle), la carte d'état-major (1820-1866) et les cartes ou photos aériennes de l'IGN pour la période actuelle (1950 à aujourd'hui).

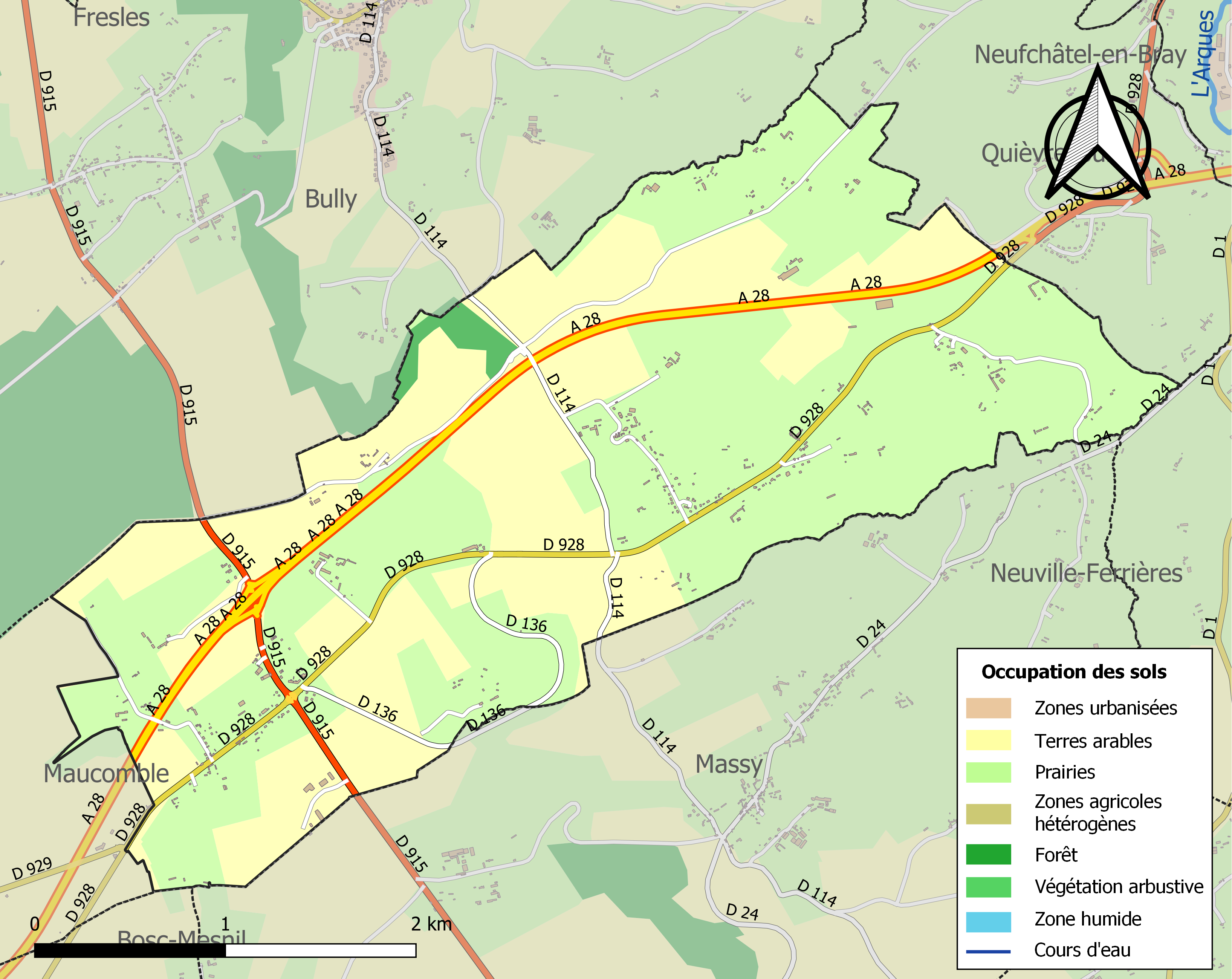
Carte des infrastructures et de l'occupation des sols de la commune en 2018 (CLC).

### Hameaux et écarts
La commune compte de nombreux hameaux ou écarts : Les Hayons, Les Défens, la Folie, le mont Edeline, La Loquette, Beauséjour, Radegueule, le Mont Rémont, Rochard

## Toponymie
Le nom de la localité est attesté sous les formes Esclaveles entre 1017 et 1021, Sclavellis vers 1065,, Esclavelles en 1400 et 1402 (Archives départementales de la Seine-Maritime, tab. Rouen reg. 9 f. 21).
Du gallo-roman sclavu « slave » (latin médiéval Sclavus « slave », moyen français Sclave « Slave »); ce nom évoquerait un établissement de Slaves de l'époque du Bas-Empire romain. Cependant, selon Albert Delahaye, il s'agirait d'une confusion avec les Slavi désignant un peuple germanique mentionné par Aimoin de Fleury, mais mal documenté.

## Histoire

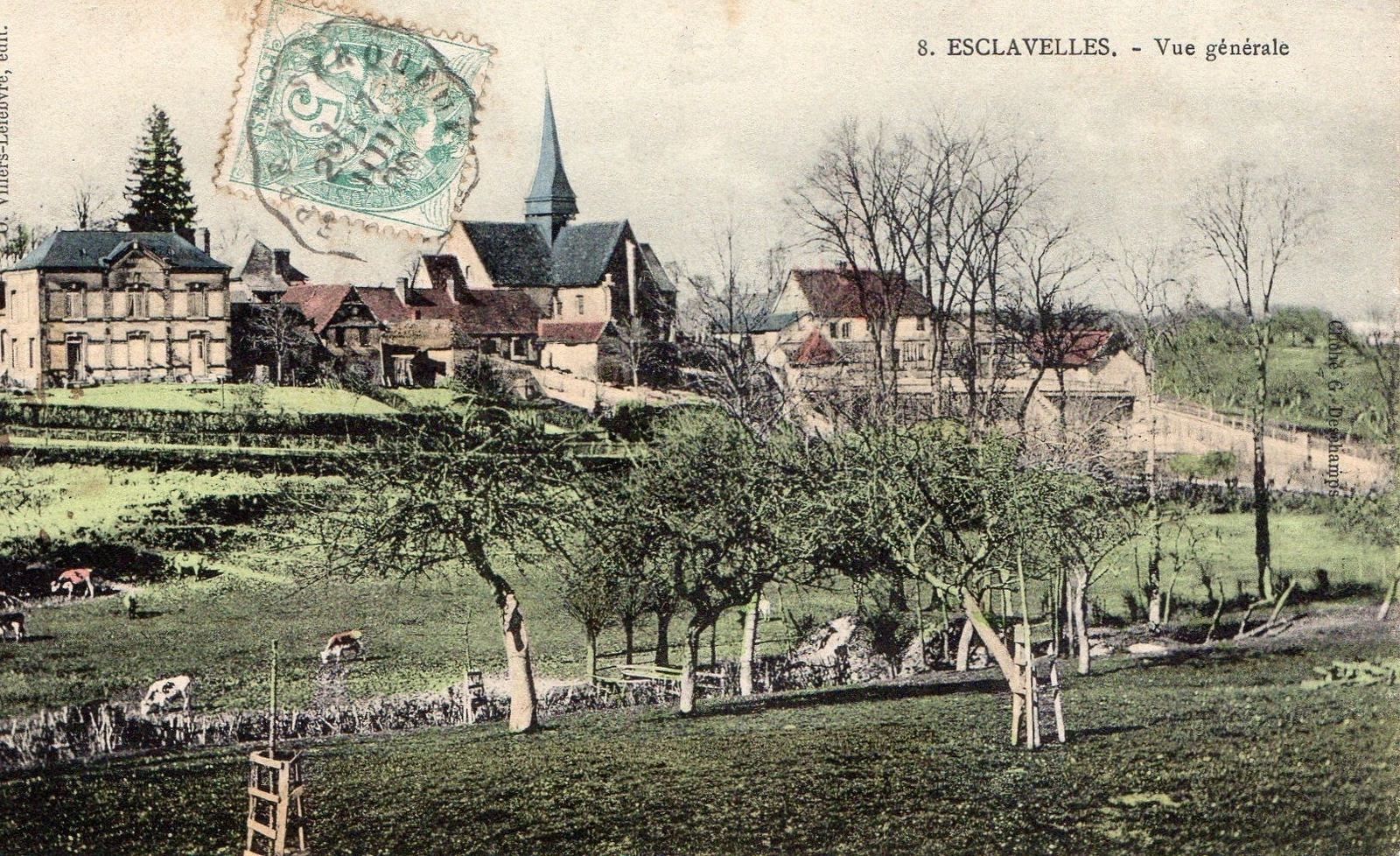
Carte postale du village (oblitération de 1906).

On a retrouvé  un dépôt de monnaies en or qui fut vendu vers 1803, ainsi que des antiquités et médailles romaines trouvées
en grand nombro au harneau de Morimont et conservées au musée de Neufchâtel, avec entre autres un vase en terre noire contenant trois cent quatre-vingts monnaies d'Antonin, de Faustine, de Marc-Aurèle, de Trajan, d'Adrien, de Commode et de Septime-Sévère, découvert en 1835, et quatre cent trente-huit monnaies de bronze du Haut-Empire renfermées dans un vase, découvertes la même année dans un ancien chemin dénommé rue aux vaches entre le plateau des Hayons et la route de Dieppe. Un grand nombre de tuiles à rebord antiques ont été retrouvées en 1853 près de la nationale 28,.

## Politique et administration

### Rattachements administratifs et électoraux
La commune se trouve depuis 1926 dans l'arrondissement de Dieppe du département de la Seine-Maritime. Pour l'élection des députés, elle fait partie depuis 2012 de la sixième circonscription de la Seine-Maritime.
Elle fait partie depuis 1793 du canton de Neufchâtel-en-Bray. Dans le cadre du redécoupage cantonal de 2014 en France, ce canton, qui n'est plus qu'une circonscription électorale et dont la commune est fait toujours partie, est modifié, passant de 23 à 70 communes.

### Intercommunalité
La commune était membre de la communauté de communes du Pays Neufchâtelois, un établissement public de coopération intercommunale (EPCI) à fiscalité propre créé en 1998 et qui succédait à l'ancien SIVOM de Neufchâtel, constitué le 26 octobre 1977.
Dans le cadre de l'approfondissement de la coopération intercommunale prévu par la Loi portant nouvelle organisation territoriale de la République (Loi NOTRe) du 7 août 2015 qui prévoit que les établissements publics de coopération intercommunale (EPCI) à fiscalité propre doivent avoir un minimum de 15 000 habitants, celle-ci a fusionné avec la communauté de communes de Saint-Saëns-Porte de Bray et huit communes issues de la communauté de communes du Bosc d'Eawy pour former le 1er janvier 2017 la communauté Bray-Eawy, dont est désormais membre la commune.

### Liste des maires
| Période                                  | Période                   | Identité                     | Étiquette | Qualité                        |
| ---------------------------------------- | ------------------------- | ---------------------------- | --------- | ------------------------------ |
| Les données manquantes sont à compléter. |                           |                              |           |                                |
|                                          | juin 1816                 | Pierre-Étienne-Georges Patry |           |                                |
| 1902                                     |                           | Le Blond                     |           |                                |
| maire en 1941                            |                           | Henri Carpentier             |           |                                |
| Les données manquantes sont à compléter. |                           |                              |           |                                |
| 1953                                     | 1974                      | Camille Joly                 |           |                                |
| avant 1981                               | ?                         | Lucien Trousse               |           |                                |
| mars 2001                                | mars 2014                 | Rémy Caillet                 |           |                                |
| mars 2014                                | juin 2019                 | André Vieuxbled              |           | Décédé en fonction             |
| septembre 2019                           | En cours (au 27 mai 2020) | Denis Gueville               |           | Réélu pour le mandat 2020-2026 |

## Population et société

### Démographie
L'évolution du nombre d'habitants est connue à travers les recensements de la population effectués dans la commune depuis 1793. Pour les communes de moins de 10 000 habitants, une enquête de recensement portant sur toute la population est réalisée tous les cinq ans, les populations de référence des années intermédiaires étant quant à elles estimées par interpolation ou extrapolation. Pour la commune, le premier recensement exhaustif entrant dans le cadre du nouveau dispositif a été réalisé en 2008.

En 2022, la commune comptait 397 habitants, en évolution de +4,47 % par rapport à 2016 (Seine-Maritime : +0,35 %, France hors Mayotte : +2,11 %).
| 1793 | 1800 | 1806 | 1821 | 1831 | 1836 | 1841 | 1846 | 1851 |
| ---- | ---- | ---- | ---- | ---- | ---- | ---- | ---- | ---- |
| 621  | 619  | 687  | 603  | 606  | 580  | 580  | 556  | 535  |

| 1856 | 1861 | 1866 | 1872 | 1876 | 1881 | 1886 | 1891 | 1896 |
| ---- | ---- | ---- | ---- | ---- | ---- | ---- | ---- | ---- |
| 536  | 536  | 501  | 484  | 463  | 460  | 415  | 462  | 455  |

| 1901 | 1906 | 1911 | 1921 | 1926 | 1931 | 1936 | 1946 | 1954 |
| ---- | ---- | ---- | ---- | ---- | ---- | ---- | ---- | ---- |
| 443  | 433  | 407  | 372  | 401  | 419  | 479  | 446  | 388  |

| 1962 | 1968 | 1975 | 1982 | 1990 | 1999 | 2006 | 2008 | 2013 |
| ---- | ---- | ---- | ---- | ---- | ---- | ---- | ---- | ---- |
| 430  | 390  | 348  | 363  | 328  | 308  | 355  | 369  | 373  |

| 2018 | 2022 | - | - | - | - | - | - | - |
| ---- | ---- | - | - | - | - | - | - | - |
| 377  | 397  | - | - | - | - | - | - | - |

### Petite enfance
La Maison d’assistantes maternelles (MAM)  associative Baby Safaris a ouvert en février 2021

## Culture locale et patrimoine

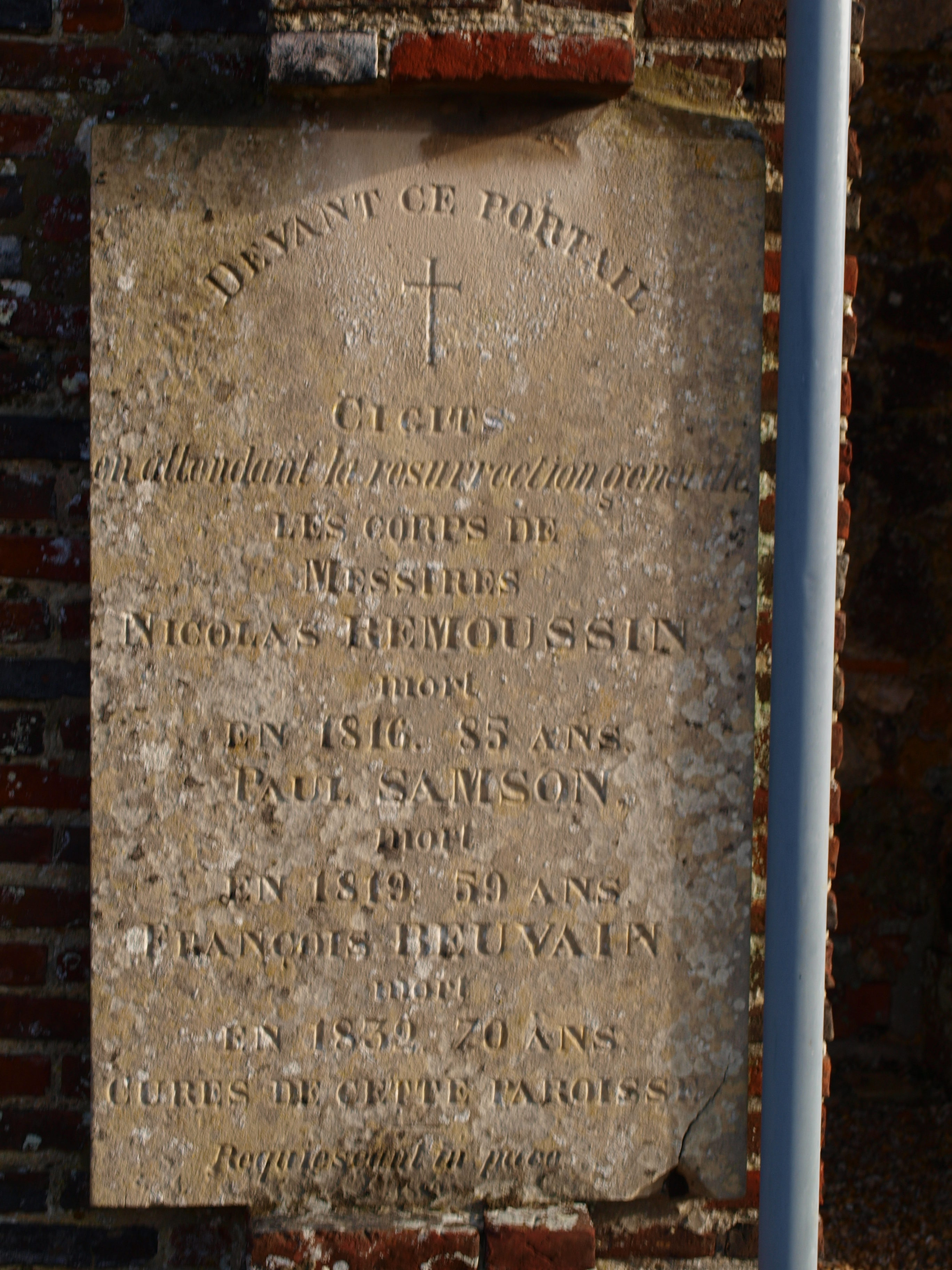
Plaque placée à l'entrée du porche de l'église.

### Lieux et monuments
- Église Notre-Dame.
- Des circuits de randonnée ont été aménagés dans la commune.

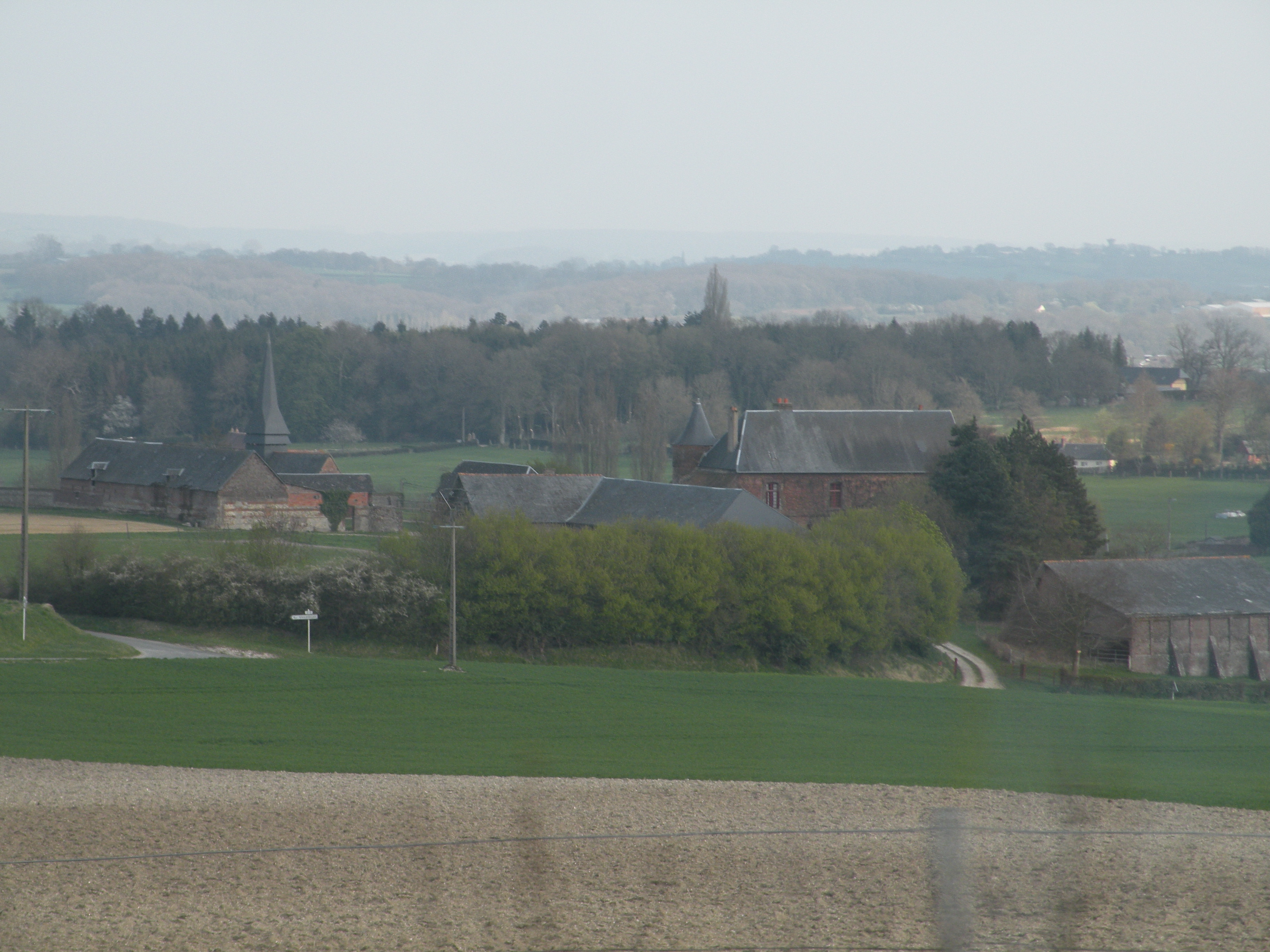
Paysage de la commune
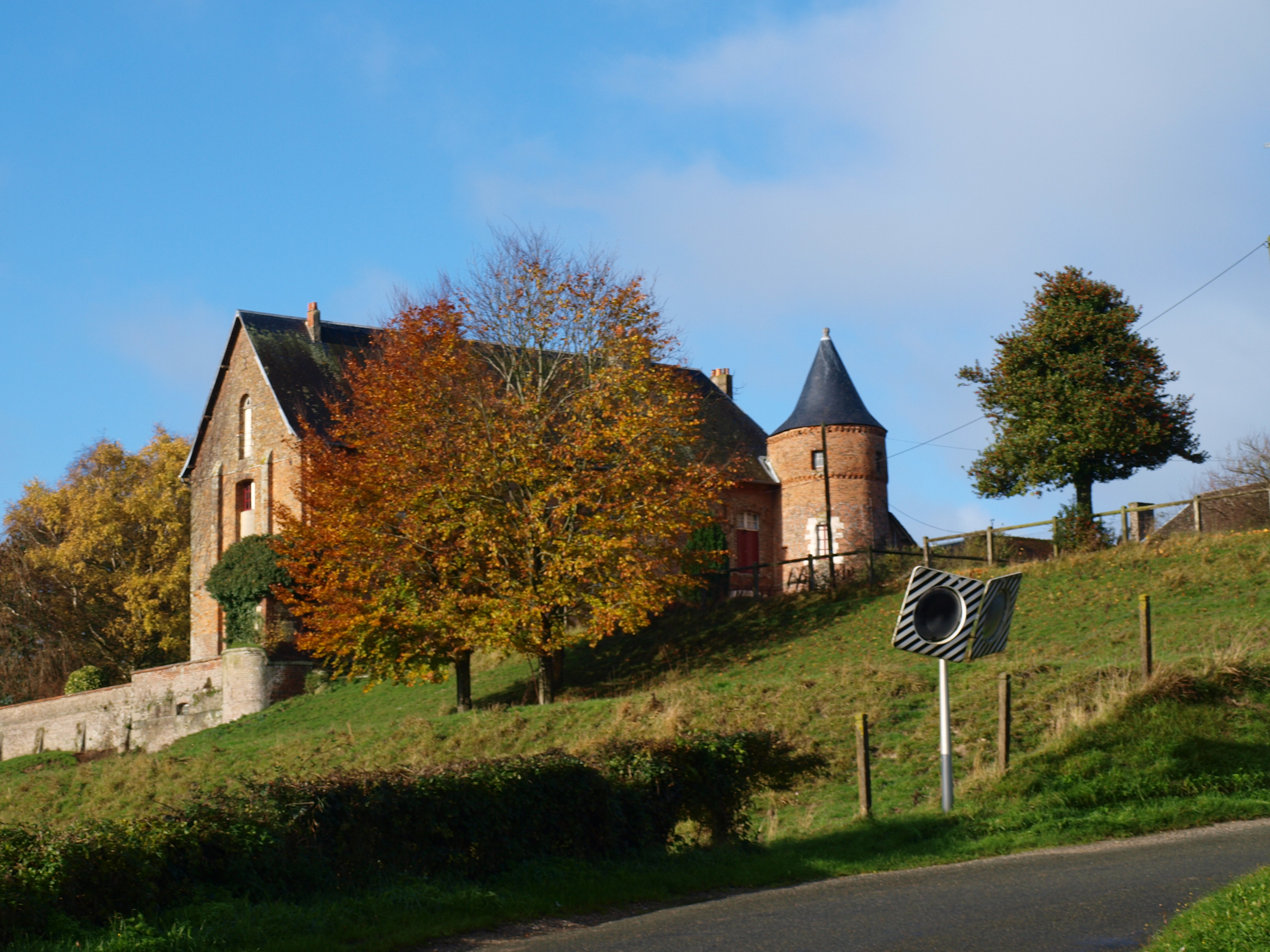
Maison ancienne.
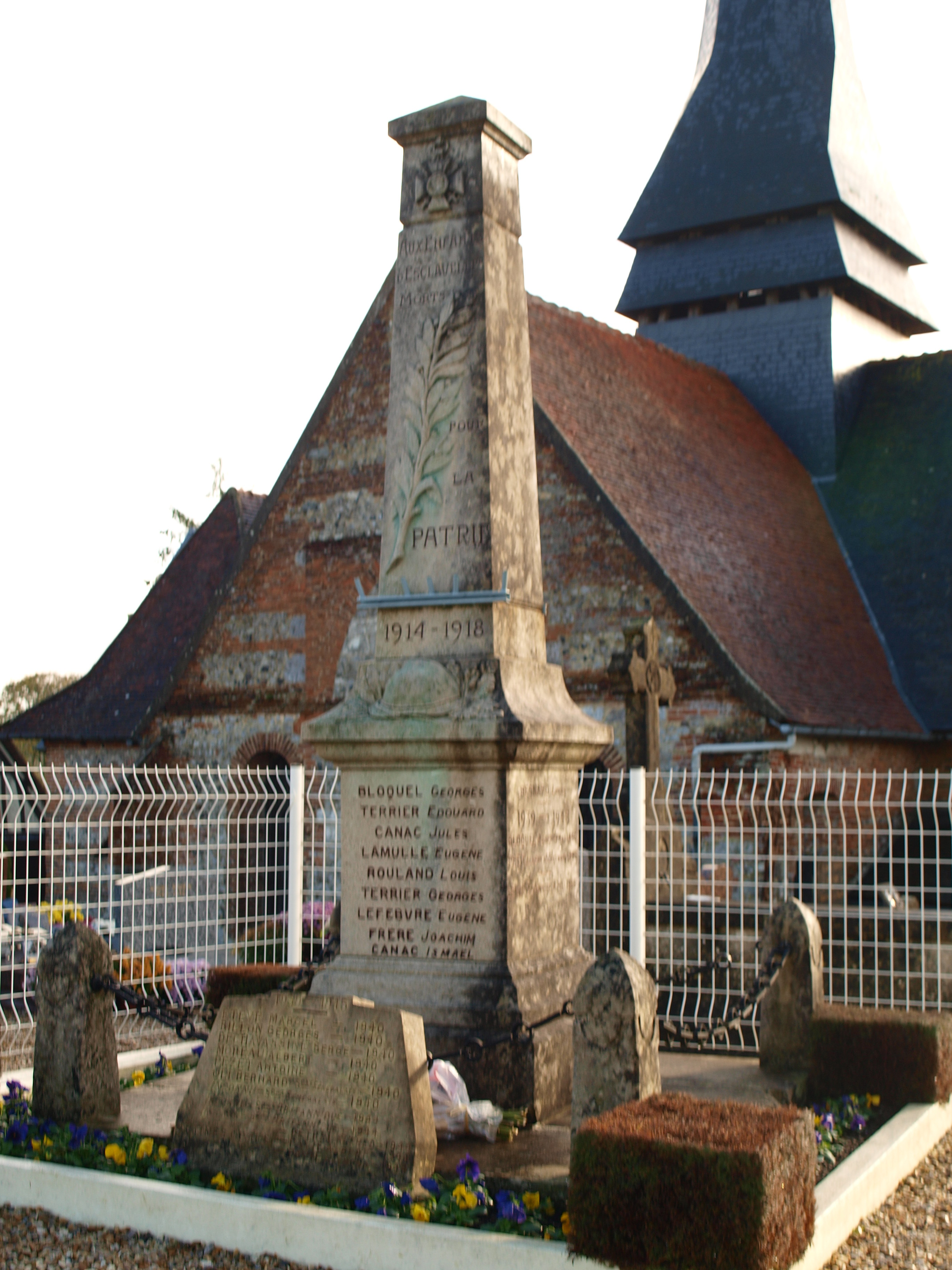
Le monument aux morts.
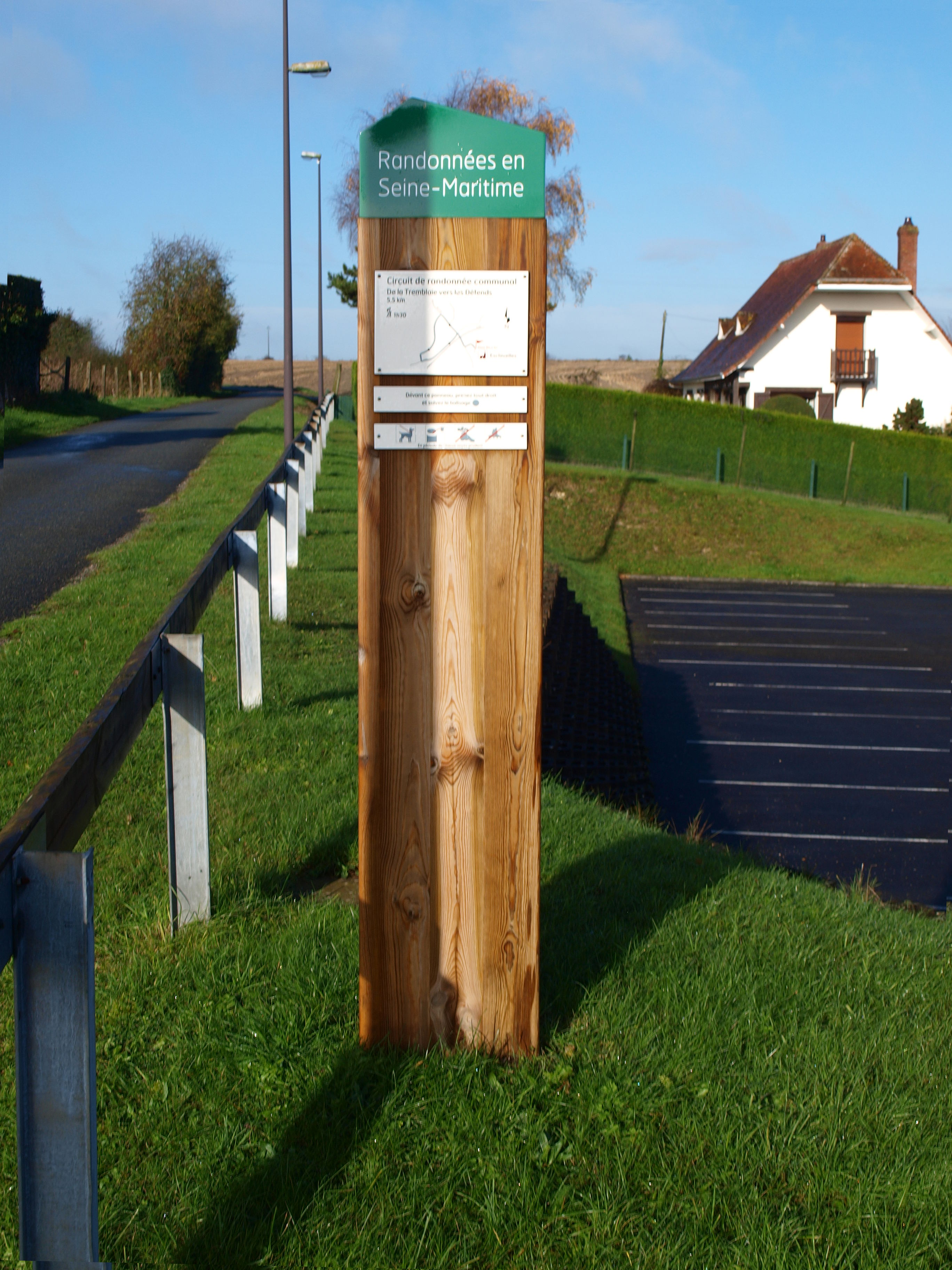
balisage de chemins de randonnée.

### Personnalités liées à la commune
- Pierre-Étienne-Georges Patry (30 avril ou 1er mai 1743 - Paris, 8 juillet 1820), auteur de La création d'Éve, conte moral et historique (Didot l'aîné, Paris, 1806), y vécut dans son domaine du Mont-Édeline. Il fut maire de la commune jusque juin 1816[26],[35].
- Bernard Oli Ziguinchor Casamance, soldat au 53e régiment d'infanterie coloniale sénégalaise (RICMS), Mort pour la France, et un autre soldat sénégalais resté inconnu, exécutés  en juillet 1940 au début de l'occupation Nazie par  une unité d'aviation allemande en cantonnement aux Hayons, parce qu'africains. La commune leur a donné en 1941 une  sépulture décente dans le cimetière communal, et une plaque honore désormais leur mémoire devant le monument aux morts[27].
- Paul Lesueur, Jean Auriol, Christian Barrais, Louis Fromager et Maurice Maugis, résistants fusillés par les Allemands le 29 août 1944, deux jours avant la libération du pays de Bray par les soldats canadiens[36].

## Héraldique
| Blason de Esclavelles | Blason  | Divisé en chevron: au 1er d'azur au listel d'or chargé de l'inscription « ESCLAVELLES » de sable, au 2e de gueules au léopard d'or, armé et lampassé d'azur; au chevron d'argent brochant sur la partition; à deux paires de menottes de sable affrontées et posées en barre à dextre et en bande à senestre, les bracelets supérieurs ouverts, brochant sur le tout. |
| Blason de Esclavelles | Détails | Le léopard d'or rappelle les armoiries de la Normandie. Le statut officiel du blason reste à déterminer. |